# Entrecanales y Távora
Entrecanales y Távora fue una empresa española de la construcción, especializada en la realización de infraestructuras y obras públicas. Fundada en 1931, llegó a ser una de las principales empresas españolas del sector. En 1997 se fusionó con otra empresa para dar lugar al grupo Acciona.

## Historia
La empresa fue fundada en 1931 por los empresarios José Entrecanales Ibarra y Manuel Távora, que tres años antes se habían asociado con motivo de la construcción del puente de San Telmo en Sevilla. Tras el fallecimiento de Távora, en 1940, Entrecanales asumió en solitario las riendas de la sociedad. A lo largo de su historia la empresa intervino en un gran número de proyectos, entre los cuales destacan la ampliación del Aeropuerto de Madrid-Barajas; la construcción de la presa del Atazar de Madrid, de la estación depuradora de Valdebebas (Madrid), del ferrocarril Andorra-Escatrón, del Puente Remanso sobre el río Paraguay o del edificio del Banco de Vizcaya en Bilbao; obras civiles en las centrales nucleares de Zorita, Garoña, Almaraz, Cofrentes, Trillo, Valdecaballeros, etc.
En 1997 se acordó la fusión de Entrecanales y Távora con la sociedad MZOV y Cubiertas, dando lugar a Acciona.